# Eric Carter
Eric Robert Carter (Long Beach, 6 de marzo de 1970) es un deportista estadounidense que compitió en ciclismo de montaña en la disciplina de campo a través para cuatro. Ganó tres medallas en el Campeonato Mundial de Ciclismo de Montaña entre los años 2002 y 2004.

## Palmarés internacional
| Campeonato Mundial | Campeonato Mundial | Campeonato Mundial | Campeonato Mundial    |
| Año                | Lugar              | Medalla            | Competición           |
| ------------------ | ------------------ | ------------------ | --------------------- |
| 2002               | Kaprun (Austria)   | Medalla de bronce  | Campo a través para 4 |
| 2003               | Lugano (Suiza)     | Medalla de plata   | Campo a través para 4 |
| 2004               | Les Gets (Francia) | Medalla de oro     | Campo a través para 4 |